# Marcin Karczyński
Marcin Karczyński (Sanok, 6 de julio de 1978) es un deportista polaco que compitió en ciclismo de montaña en la disciplina de campo a través.
Ganó cuatro medallas en el Campeonato Mundial de Ciclismo de Montaña entre los años 2003 y 2007, y una medalla de plata en el Campeonato Europeo de Ciclismo de Montaña de 2003.

## Palmarés internacional
| Campeonato Mundial | Campeonato Mundial         | Campeonato Mundial | Campeonato Mundial         |
| Año                | Lugar                      | Medalla            | Competición                |
| ------------------ | -------------------------- | ------------------ | -------------------------- |
| 2003               | Lugano (Suiza)             | Medalla de oro     | Campo a través por relevos |
| 2004               | Les Gets (Francia)         | Medalla de bronce  | Campo a través por relevos |
| 2006               | Rotorua (Nueva Zelanda)    | Medalla de bronce  | Campo a través por relevos |
| 2007               | Fort William (Reino Unido) | Medalla de plata   | Campo a través por relevos |
| Campeonato Europeo |                            |                    |                            |
| Año                | Lugar                      | Medalla            | Competición                |
| 2003               | Graz (Austria)             | Medalla de plata   | Campo a través por relevos |